# Tommy Svensson
Thomas "Tommy" Svensson (Växjö, 4. ožujka 1945.) je švedski nogometni trener i umirovljeni nogometaš. Kao igrač, Svensson je 1969. osvojio Guldbollen (švedska verzija Zlatne kopačke). U razdoblju od 1991. do 1997. bio je izbornik švedske reprezentacije s kojom je osvojio broncu na Svjetskom prvenstvu 1994. u SAD-u.

## Karijera

### Igračka karijera
Thomas Svensson je rođen 4. ožujka 1945. kao sin Stiga Svenssona. Stig je tada bio poznati nogometaš koji je igrao za Östers IF te je bio kapetan švedske reprezentacije od 1943. do 1946.
Sam Thomas je poput oca bio prirodno talentiran nogometaš. S 11 godina je zaigrao u Östersovoj školi nogometa te je uskoro u jednoj utakmici zabio osam golova. Međutim, novine su ga opisivale kao preslabog igrača.
U Östersovoj seniorskoj momčadi Svensson je počeo igrati 1964. Nakon sedam godina u klubu, Tommy Svensson prelazi u belgijski Standard Liège u kojem je proveo dvije sezone. 1973. igrač se vraća u Östers IF gdje je 1977. prekinuo igračku karijeru.
Tijekom karijere, Svenssona su ozljede koljena često udaljavale s terena. Zbog toga nije igrao 1968. Međutim, Tommy je bio ustrajan te je već sljedeće godine osvojio Guldbollen dok je 1970. nastupio na Svjetskom prvenstvu u Meksiku.

### Trenerska karijera
Još kao igrač, Tommy Svensson je počeo trenirati Östers IF s čime je nastavio i nakon igračkog povlačenja. Kasnije je imao uspješan period kao trener norveškog Tromsøa.
1991. je preuzeo klupu švedske reprezentacije te je stigao do polufinala Europskog prvenstva 1992. kojem je Švedska bila domaćin. Na SP-u 1994. Svensson je kao švedski izbornik osvojio broncu pobijedivši s reprezentacijom u borbi za treće mjesto Bugarsku. Nakon tog uspjeha Svensson je nastavio s izborničkim poslom sve do 1997. Kratko vrijeme je po drugi puta vodio Tromsø IL a kasnije je radio na televiziji kao sportski komentator za Canal+.

## Osvojeni trofeji

### Reprezentativni trofeji
| Turnir           | Trofej  |
| Švedska          | Švedska |
| ---------------- | ------- |
| SP 1994. u SAD-u | Bronca  |

## Vanjske poveznice
- Guldbollen 1969.
- Svenssonov profil na stranicama Standard Liègea[neaktivna poveznica]